# دار شعبان الفهري

دار شعبان الفهري إحدى مدن الجمهورية التونسية، تقع في ولاية نابل.
يقترن اسم «دار شعبان الفهري» بشخصين وعلمين تاريخيين ربطت بينهما علاقة وشيجة: شعبان مشماش، وإليه تنسب بلدة دار شعبان، حيث كان ممثلا للدولة الإسلامية بمنطقة الوطن القبلي المطلة على ساحل البحر الأبيض المتوسط. وأحمد الفهري الأنصاري الذي قدم من الساقية الحمراء واستقر به المقام قرب قصر شعبان حيث تزوج ابنته. وبمرور الزمن تكونت من أحفاد الفهري جنوب قصر شعبان بلدة عرفت زاوية الفهري إلى جانب أهل شعبان المستقرين حول القصر.
و إثر الاستقلال وبتاريخ 9 جانفي 1957 وعند تأسيس أول بلدية بهذه الربوع توفق أهل البلدتين إلى توحيدها ضمن اسم واحد يشملهما معا وهو «دار شعبان الفهري»، عملا بمبادئ الإسلام المحرضة على تمتين صلة الرحم ومن منطلق موقف حضاري يمقت التفرق ويدعو إلى الوحدة.

## أعلام
- نادية شعبان
- محمد رضا فارس
- محمد ناصر عمار
- نذير بن عمو

### مواضيع ذات علاقة
- ولاية نابل.